# Nikolaus Jagenteufel
Nikolaus Jagenteufel (* 26. April 1526 in Königsberg (Preußen); † 25. März 1583 in Weimar) war ein deutscher lutherischer Theologe und Pädagoge.

## Leben
Jagenteufel wurde als Sohn des gleichnamigen Diakons in Königsberg geboren, studierte ab September 1544 an der Universität Wittenberg, war 1546 wieder kurz in Königsberg und kehrte nach Wittenberg zurück, wo er am 20. August 1549 den akademischen Grad eines Magisters erwarb. Nach Abschluss der Studien kehrte er zurück in seine Heimatstadt, wo er 1550 Archipädagoge am dortigen Pädagogium wurde. 1552 wurde er Professor der Dialektik an der Universität Königsberg und übernahm 1553 zusätzlich die Professur für Mathematik.
Theologisch bewandert, wurde er 1560 Pfarrer in Löbenicht und als Assessor Mitglied des samländischen Konsistoriums. Nachdem er in Königsberg im Wintersemester 1555/56 sowie in den Sommersemestern 1561 und 1565 Rektor der Hochschule amtierte, musste er die Stadt als Anhänger Andreas Osianders aufgrund der konfessionellen Auseinandersetzungen wegen des osiandrischen Streites am 26. November 1567 verlassen. Er begab sich mit Johannes Freudenhammer und Joachim Mörlin zu Paul Eber nach Wittenberg und wurde dort 1567 als Ephorus der Inspektion und Superintendent nach Annaberg entsandt.
1574 wurde er Superintendent in Meißen, nahm 1576 am Lichtenberger Konvent teil, wo er sich an der Abfassung der Konkordienformel beteiligte. Er war auf dem Torgauer Konvent 1576 anwesend und bei der Abfassung des Torgauer Buches beteiligt. Ab 1577 beteiligte er sich an der Einführung der Konkordienformel in Kurfürstentum Sachsen und wurde 1581 als Hofprediger und Generalsuperintendent nach Weimar berufen, wo er verstarb.
Außer einigen Leichenpredigten sind bisher keine größere Werke von ihm erschlossen worden.